# Parque nacional Etosha

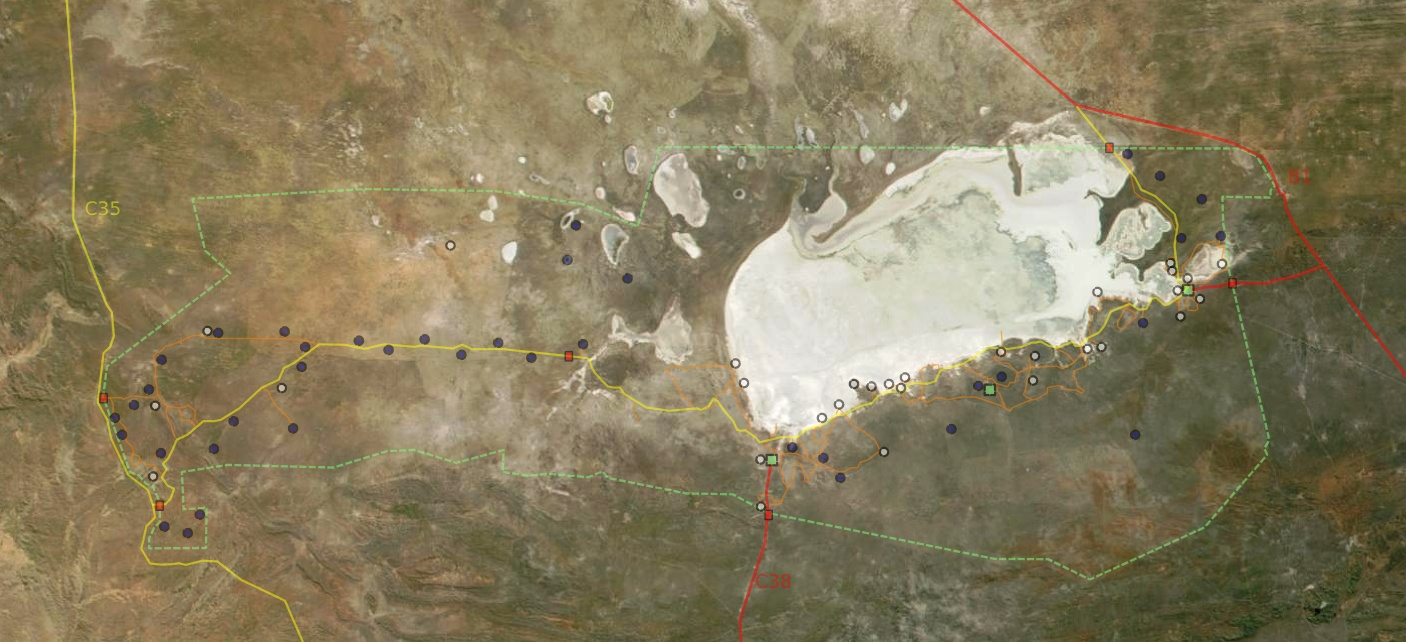
Vista desde el satélite de la NASA del parque (:Image:EtoshaBorders.jpg)

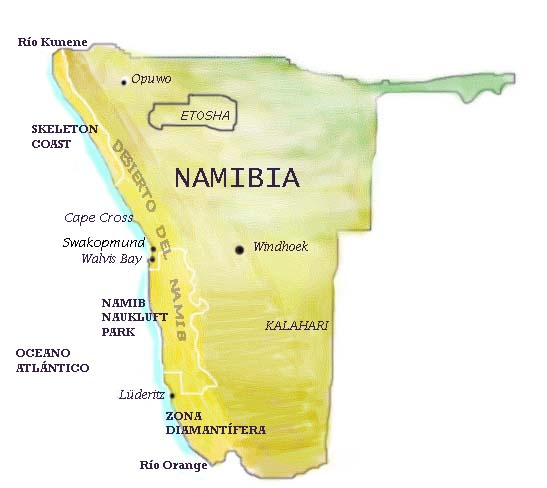
Situación del parque nacional de Etosha en Namibia.

El Parque Nacional Etosha, situado en Namibia, es uno de los más grandes del mundo, con una extensión de 22 270 km². Tiene forma oblonga con una longitud máxima de este a oeste de 350 kilómetros.

## Etimología
"Etosha" significa “el gran lugar blanco”, por el aspecto que le da a esta gran planicie el color de la sal (en realidad, carbonato) depositada en la superficie.

## Ecosistemas
El parque está formado por dos ecosistemas principales: el bosque bajo con matorral y sabana, que abarca un entorno de más de 100 000 km², y las depresiones (llamadas pan en inglés), lagunas saladas secas, que se inundaron hace tiempo por la afluencia de un río, probablemente el Kunene, que hoy desemboca en el mar. La depresión más importante y que da nombre al parque es la de Etosha, situada al nordeste del recinto, con una extensión de más de 4 800 km² (o 1 900 millas cuadradas) y unas dimensiones de 120 por 55 km de este a oeste y de norte a sur, respectivamente.
Hay otras depresiones en el parque y fuera del parque que, sumadas a la de Etosha, alcanzan una superficie que se acerca a los 7 000 km². El parque, compuesto por una inmensa planicie, está bordeado por el sur por las montañas Ondundozonananandana, nombre nativo que significa "lugar donde el muchacho perdió a su rebaño, probablemente a causa de un leopardo".
El acceso al parque puede realizarse por dos entradas principales: la de Namutoni (Von Lindequist Gate), al este, y la de Okakuejo (Anderson Gate), al sur, a 435 y 535 km respectivamente de Windhoek. El resto del parque, salvo la menos usada King Nehale Gate, al norte, está vallado. Alrededor se encuentran varias reservas de caza privadas.
En el interior del parque se han contabilizado 114 especies de animales, 340 de pájaros, 110 de reptiles, 16 de anfibios y una de pez bastante sorprendente. Entre los grandes mamíferos se han contado 250 leones, 300 rinocerontes, 2.000 elefantes, 2 500 jirafas y 6 000 cebras. El más abundante es la gacela saltarina, conocida como springbok, de la cual hay más de 20 000 ejemplares.

## Historia

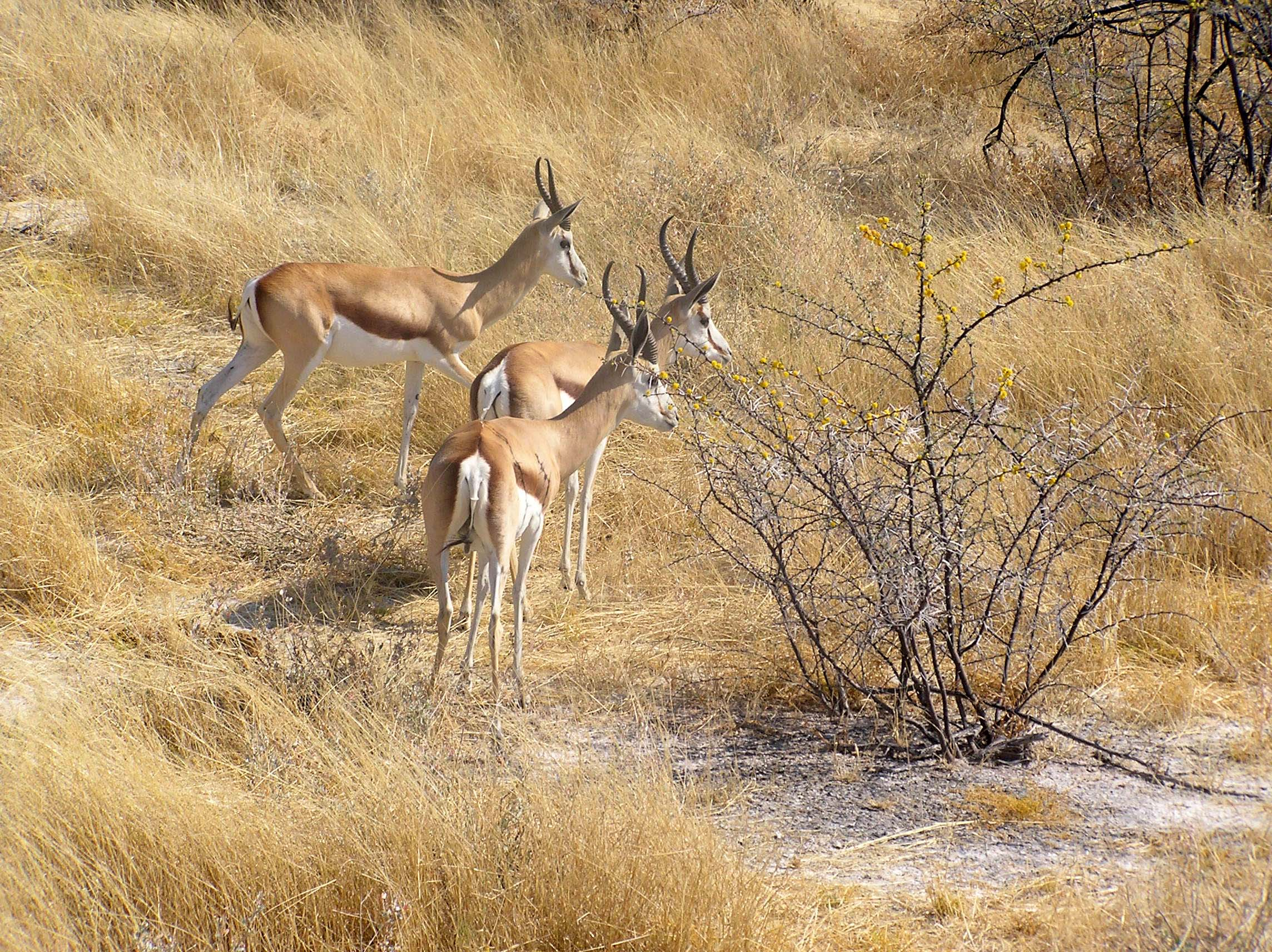
Gacelas saltarinas (Antidorcas marsupialis) en la sabana arbustiva de Etosha.

El parque fue creado por el gobernador alemán de la colonia, Friedrich von Lindequist, en 1907, y contaba con una extensión de casi cien mil kilómetros cuadrados, que englobaban el actual parque y gran parte de Kaokoland con el nombre de Reserva de caza 2. En aquel tiempo, la fauna era mucho más abundante que en la actualidad, pues la región estaba prácticamente deshabitada y era fácil ver rinocerontes en pleno día. 
Tras la Primera Guerra Mundial, Namibia adquirió el nombre de África del Sudoeste y pasó a ser colonia de Sudáfrica hasta su independencia en 1991. En 1947, los sudafricanos crearon en el noroeste del país el bantustán de Kaokoland para recolocar a los hereros, que vivían más al sur y ofrecerle un país a los himbas, que vivían en la frontera con Angola, lejos de las riquezas de las zonas habitadas por los blancos. Para ello, hubo que reducir la extensión del parque, que llegaba entonces hasta Skeleton Coast, en el mar, y cortaba prácticamente el país en dos. 
En 1962, la Comisión Odendaal redujo nuevamente la extensión del parque, cortando definitivamente la conexión de Etosha con el mar e impidiendo las migraciones anuales de los elefantes.
Actualmente, está en proceso la creación de un parque en la región de Kunene (noroeste de Namibia), lo que ampliaría Etosha hacia el oeste al añadirle las concesiones de Palmwag (5 900 km²), Etendeka (507 km²) y Hobatere (260 km²). Entre las tres, se calcula que contienen unos mil elefantes del desierto, cien leones y 150 rinocerontes negros.

## El agua y las temperaturas

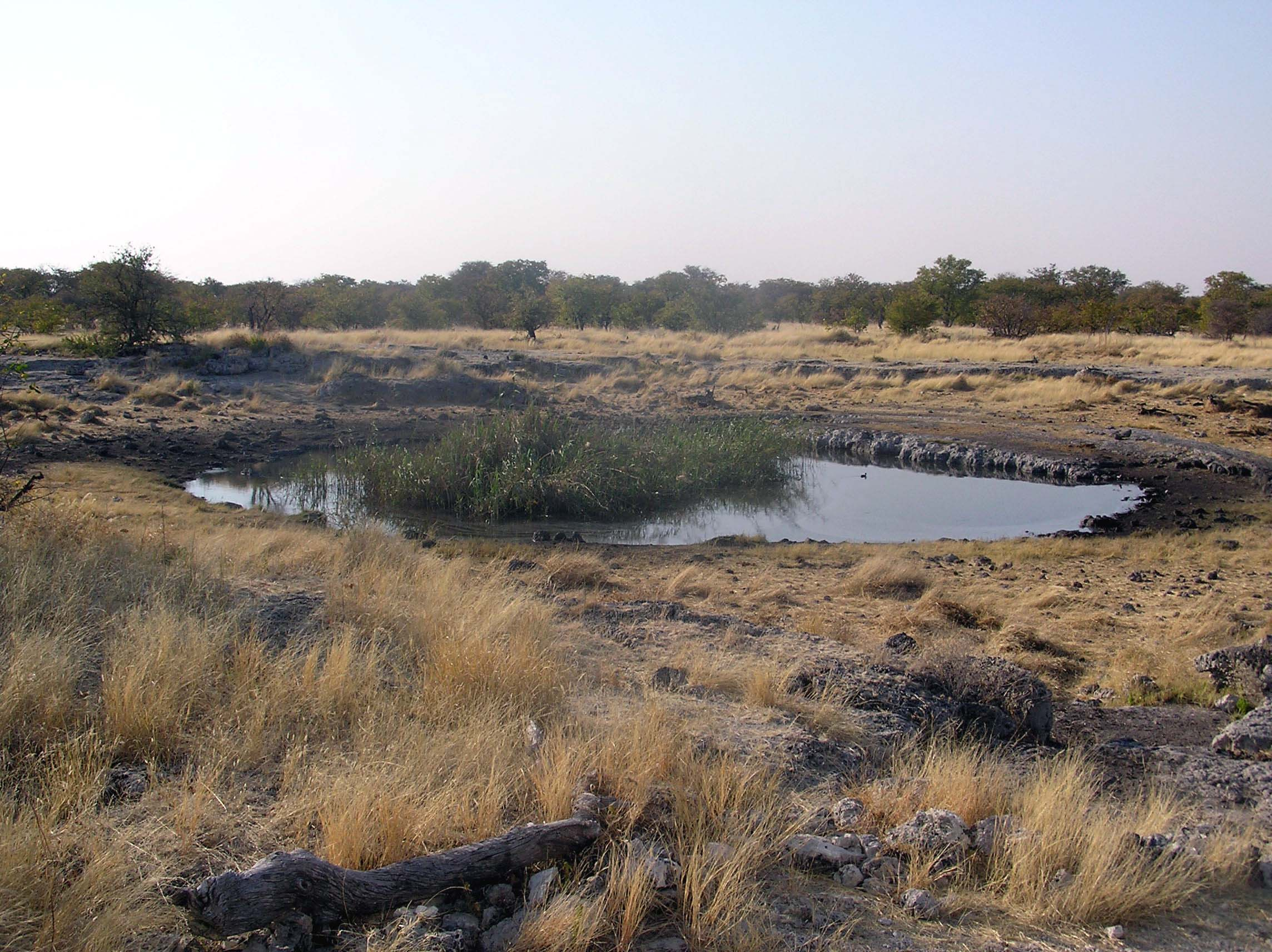
Dispersas por el parque se encuentran charcas como ésta, a las que acuden a beber los animales.

Las lluvias son estacionales. Empiezan a finales de octubre y se alargan hasta abril o mayo. Las precipitaciones medias superan los 400 mm en todo el parque, y suelen caer con gran intensidad pero esporádicamente, salvo al final de la época lluviosa, en que la intensidad disminuye. Cuando llueve, las depresiones se cubren de una efímera capa de agua, aunque muy pronto el nivel de la capa freática queda por debajo del nivel del suelo y las sales se depositan en la superficie. 
Las dos corrientes principales de agua que desembocan en la depresión de Etosha son los ríos Ekuma y Oshigambo. El río Omuramba Owambo desemboca en la depresión de Fischer, cerca de Namutoni. 
Al sur de la depresión de Etosha hay varios manantiales con pequeñas charcas durante la larga estación seca. Las tres principales se encuentran en las zonas de acampada de Okakuejo, Halali y Namutoni. Otra docena se encuentra en las rutas turísticas entre los campamentos. Los visitantes deben acudir a ellas a bordo de vehículos de los que está prohibido apearse, pues no es raro encontrar leones en las cercanías del agua.
En cuanto a las temperaturas, las máximas se producen al empezar la estación de las lluvias. En Okakuejo se alcanzan máximas que oscilan entre los 37 y los 39 °C y mínimas que oscilan entre los 12 y los 15 °C entre octubre y febrero, con lluvias que superan los 100 mm de media en enero y febrero. En junio y julio, los meses más fríos y secos, con precipitaciones prácticamente nulas, las máximas no alcanzan los 30 °C y las mínimas bajan fácilmente de los 5 °C.

## La vegetación

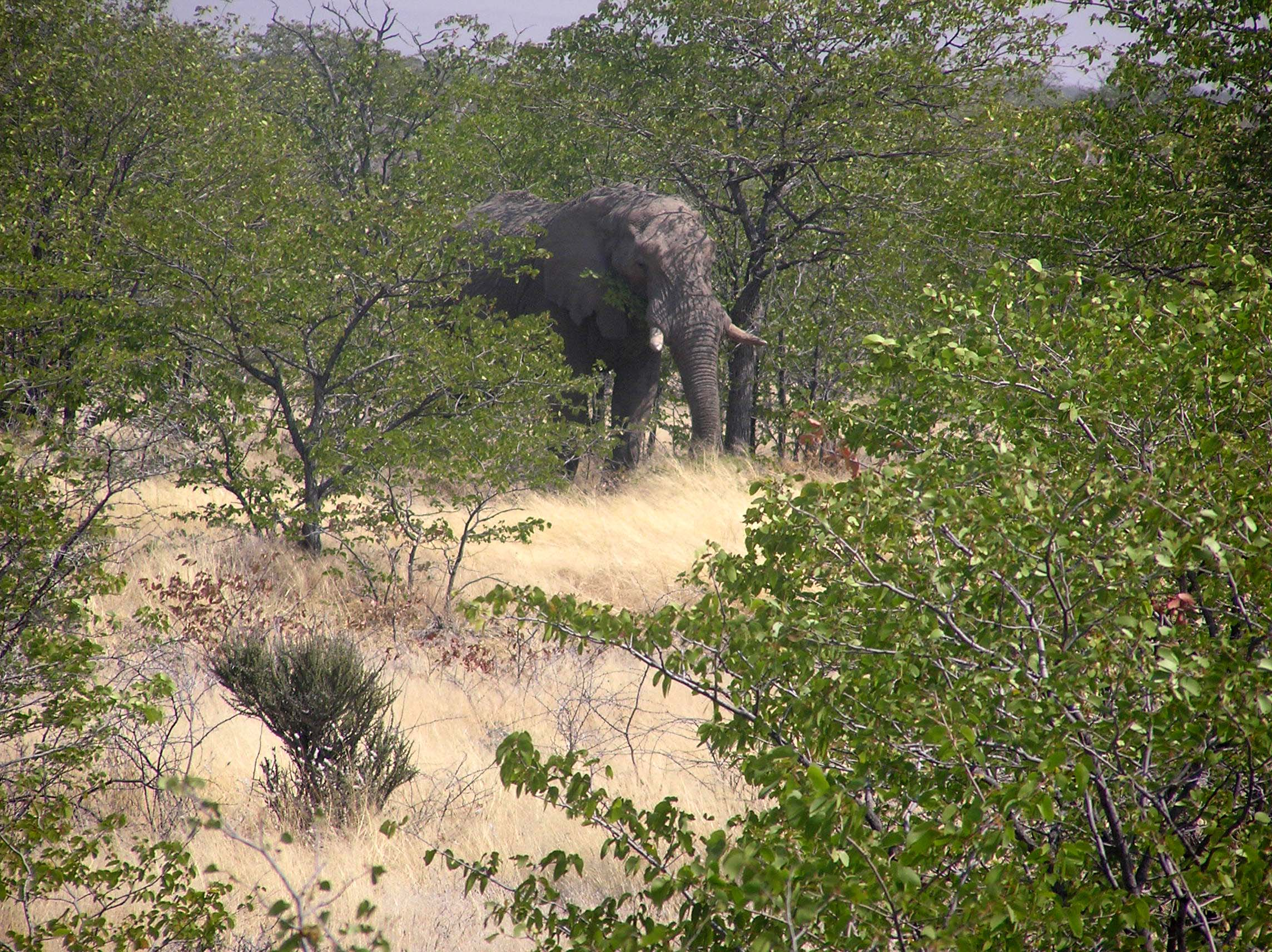
Elefante apareciendo entre los árboles de mopane en la zona donde éstos son más grandes, cerca de Halali, en el mes de agosto.

El bosque predominante en el parque es el del árbol del mopane (Colophospermun mopane), que puede alcanzar los 8 metros de altura. Los más altos se encuentran en Halili. En el oeste, la zona más alta del parque, que en conjunto supera los 1000 metros de altitud media, apenas superan los dos metros debido al frío. El mopane, con sus hojas en forma de mariposa, constituye el 80 por ciento de todos los árboles del parque y ofrece alimento a numerosos animales, sobre todo a elefantes, jirafas y rinocerontes, que lo consideran uno de sus manjares favoritos. Tras el mopane, la especie más importante es la acacia, que posee numerosas especies, y las praderas herbáceas.
El paisaje vegetal de Etosha puede dividirse en los siguientes tipos: 

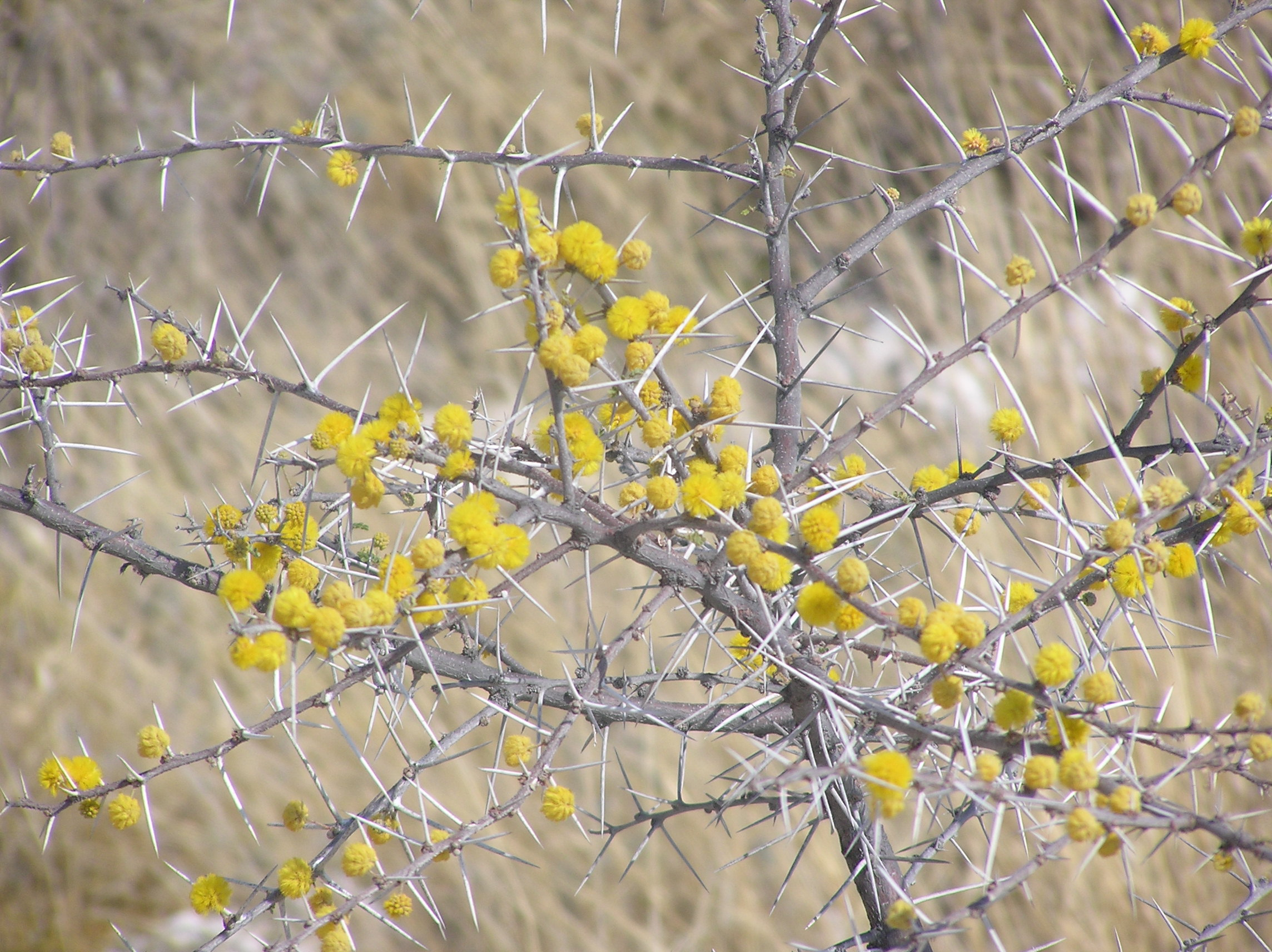
Acacia nebrownii, un arbusto frecuente en el parque en plena floración durante el periodo seco.

- Las depresiones. Estas hondonadas inundables son de diversos tamaños. Las pequeñas se encharcan durante la época de las lluvias y apenas crecen alguna hierba y unas pocas acacias. Las más grandes, como la de Etosha, consideradas desiertos salinos, se llenan de agua dos años de cada tres, y entonces crece en ellas un tipo de algas verdeazuladas que atrae a gran cantidad de flamencos al parque. También crece un tipo de hierba adaptada a la salinidad, la Sporobolus salsus, rica en proteínas, que atrae a cebras y antílopes.

- Las praderas herbáceas, que crecen en los suelos arcillosos que rodean las depresiones, preferidas por cebras, ñus y gacelas. Predominan en el noroeste de la depresión de Etosha, donde las llanuras Andoni tienen más de 4 000 hectáreas.

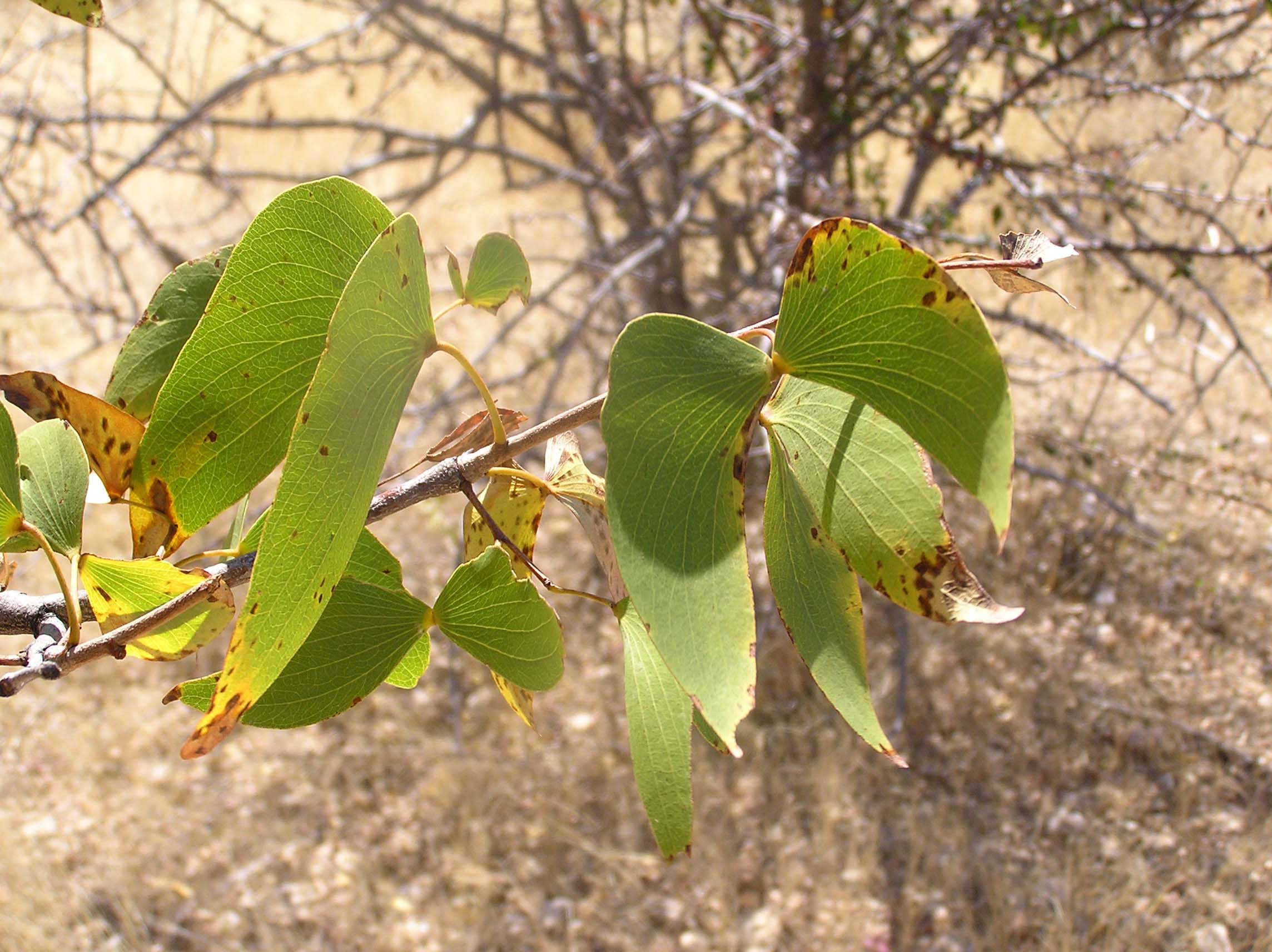
Obsérvese la forma de mariposa que tienen las hojas de este árbol, siempre verde, que predomina en Etosha.

- La sabana de arbustos enanos, cuyos suelos alcalinos albergan acantáceas, como Monechma genistifolium, que gusta a los elefantes y a los avestruces, o Petalidium engleranum, que gusta a las gacelas saltarinas, y también acacias como Acacia nebrownii, cuyas flores amarillas gustan a jirafas, kudus y gacelas.
- La sabana de matorral espinoso, formada básicamente por acacias espinosas, crece de manera dispersa, aunque es fácil de ver cerca de Namutoni.

- La sabana con mopane, el árbol más corriente, que no supera los dos metros de altura en las zonas donde se producen heladas y alcanza los ocho metros en Hallali.

- La sabana mixta de árboles y arbustos o sandveld, nombre sudafricano que se refiere a una meseta con lluvias esporádicas y arenosa. Se encuentra en la zona nordeste del parque, donde más llueve y los árboles son más grandes, sobre todo las acacias, algunas de cuyas especies del tipo mimosas forman malezas impenetrables.

- En el sudeste y el oeste del parque se encuentran colinas dolomíticas que emergen de la llanura como amontonamientos rocosos de un centenar de metros de altura en los que crecen otras especies, como la moringa (Moringa ovalifolia). Varias de estas colinas se encuentran en las cercanías del campamento de Halali, una de ellas junto al mismo campamento, donde se puede apreciar la isla de calor que provocan las rocas oscuras dolomíticas de la colina.

- Cerca de la puerta de Lindequist, la vegetación es diferente, pues predomina un tipo de árbol alto y oscuro llamado tamboti (Spirostachys africana).

(Fuente de este apartado: Trees and shrubs of the Etosha National Park, por Cornelia Berry, editado por Namibia Scientific Society, Windhoek, Namibia, 2006, 4 ed.)

## Fauna

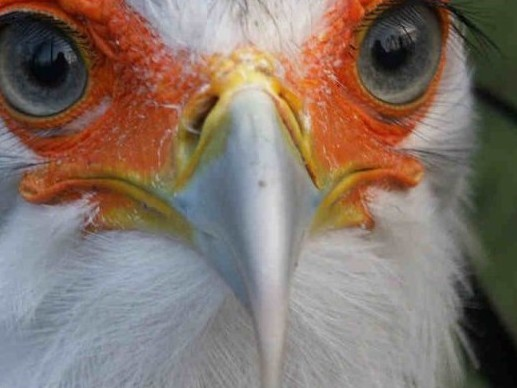
El secretario (Sagittarius serpentarius) es uno de los animales más interesantes del parque.

A pesar del gran número de aves que se pueden encontrar en Etosha, el atractivo principal del parque nacional son los grandes mamíferos, relativamente fáciles de observar, sobre todo en la época seca, cuando se concentran en las charcas que se encuentran al sur del pan de Etosha, bien conocidas por los guías turísticos. 
Los elefantes se desplazan en manadas de 20 a 50 animales o en grupos de uno a ocho machos. Son extremadamente dependientes del agua y sus desplazamientos dependen mucho de sus necesidades en este sentido; también son los primeros en marcharse cuando empiezan las lluvias. Los rinocerontes negros son fáciles de ver acudiendo cada noche a las mismas charcas a horas parecidas. Los rinocerontes blancos fueron reintroducidos desde el parque Nacional Kruger en 1995 y se pueden ver en la zona de Namutoni. Una lista sucinta de los animales más interesantes del parque sería esta: 
- Depredadores. León (Panthera leo, entre 180 y 200 ejemplares), leopardo (Panthera pardus), guepardo (Acinonyx jubatus), caracal (Caracal caracal), serval (Leptailurus serval), gato salvaje africano (Felis silvestris cafra), gato patinegro (Felis nigripes), chacal (Canis mesomelas), zorro orejudo (Otocyon megalotis), chacal rayado (Canis adustus), zorro del Cabo (Vulpes chama), licaón (Lycaon pictus), hiena parda (Parahyaena brunnea), hiena manchada (Crocuta crocuta), lobo de tierra (Proteles cristatus, de la familia de las hienas; mangosta delgada (Galerella sanguinea), mangosta de cola gruesa (Cynictis penicillata), mangosta enana (Helogale parvula), civeta africana (Civettictis civetta), mangosta rayada (Mungos mungo), gineta (Genetta genetta), suricato o suricata (Suricata suricatta), la mangosta más pequeña; ratel o tejón de la miel (Mellivora capensis), pangolín o manis, en este caso de El Cabo (Manis temmincki) y cerdo hormiguero u oricteropo (Orycteropus afer), estos últimos depredadores de hormigas.

- Herbívoros. Elefante (Loxodonta africana, entre 2 000 y 3 000 ejemplares), rinoceronte negro (Diceros bicornis, entre 500 y 750 ejemplares)), rinoceronte blanco (Ceratotherium simum), facóquero o jabalí verrugoso (Phacochoerus sp.), cebra de Hartmann o de montaña (Equus zebra hartmannae, entre 450 y 950 ejemplares), cebra de Burchell (Equus quagga burchellii, entre 14 500 y 21 000 ejemplares), jirafa (Giraffa camelopardalis angolensis, entre 2 500 y 3 500 ejemplares), gacela saltarina o springbok (Antidorcas marsupialis), símbolo de Sudáfrica; impala (Aepyceros melampus), antílope sable (Hippotragus niger), orix o gemsbok (Oryx gazella gazella, entre 5 500 y 7 500 ejemplares), damara dik-dik (Madoqua kirkii), klipspringer o saltarrocas (Oreotragus oreotragus), duiker (Sylvicapra grimmia), racifero común o steenbok (Raphicerus campestris), antílope ruano (Hippotragus equinus), alcelafo (o bubal) rojo o del Cabo (Alcelaphus buselaphus caama), kudu (Tragelaphus strepsiceros), eland común (Taurotragus oryx), ñu azul (Connochaetes taurinus), damán de El Cabo (Procavia capensis), liebre de matorral (Lepus saxatilis), liebre saltadora (Pedetes capensis), ardilla terrestre (Xerus inauris), ardilla arborícola (Paraxerus cepapi) y puercoespín sudafricano (Hystrix africaeaustralis).

- Aves. Solo citaremos las más grandes: avestruz (Struthio camelus, entre 2.200 y 4.300 ejemplares), avutarda kori (Ardeotis kori), buitre orejudo (Torgos tracheliotus), buitre de cabeza blanca o cabeciblanco (Trigonoceps occipitalis), buitre de El Cabo (Gyps coprotheres), buitre de espalda blanca (Gyps africanus), buitre negro (Necrosyrtes monachus), secretario (Sagittarius serpentarius), águila calzada (Aquila pennata), águila rapaz (Aquila rapax), águila marcial (Polemaetus bellicosus), águila cafre (Aquila verreauxii), pigargo africano (Haliaeetus vocifer), marabú (Leptoptilos crumeniferus), grulla de Stanley (Anthropoides paradisea, conocida como blue crane, pájaro nacional sudafricano), grulla real gris (Balearica regulorum), pintada común o gallina de Guinea (Numida meleagris), jabiri del Senegal o cigüeña ensillada (Ephippiorhynchus senegalensis), cigüeña de pecho blanco (Ciconia abdimii), cigüeña de pico abierto africana (Anastomus lamelligerus), cigüeña negra (Ciconia nigra), cigüeña blanca (Ciconia ciconia), garza imperial (Ardea purpurea), garza real (Ardea cinerea), garza de cabeza negra (Ardea melanocephala), garceta común (Egretta garzetta), garza blanca o real (Casmerodius albus), espátula africana (Platalea alba), flamenco común (Phoenicopterus roseus), flamenco enano (Phoenicopterus minor), oca o ganso del Nilo (Alopochen aegyptiacus), pelícano blanco (Pelecanus onocrotalus), calao terrestre (Bucorvus leadbeateri), búho de Verreaux (Bubo lacteus) y búho manchado (Bubo africanus).

Entre los pájaros pequeños, destaca la carraca (Coracias caudata), con sus llamativos colores: es el ave nacional de Botsuana.
Fuente de este apartado: Map of Etosha, by Joy Frandsen. A Honeyguide Publication, South Africa, 2005.
Enlaces externos: http://home.intekom.com/ecotravel/game-nature-reserves/pilanesberg-national-park/mammals.htm Archivado el 27 de septiembre de 2007 en Wayback Machine.

## Lugares de interés

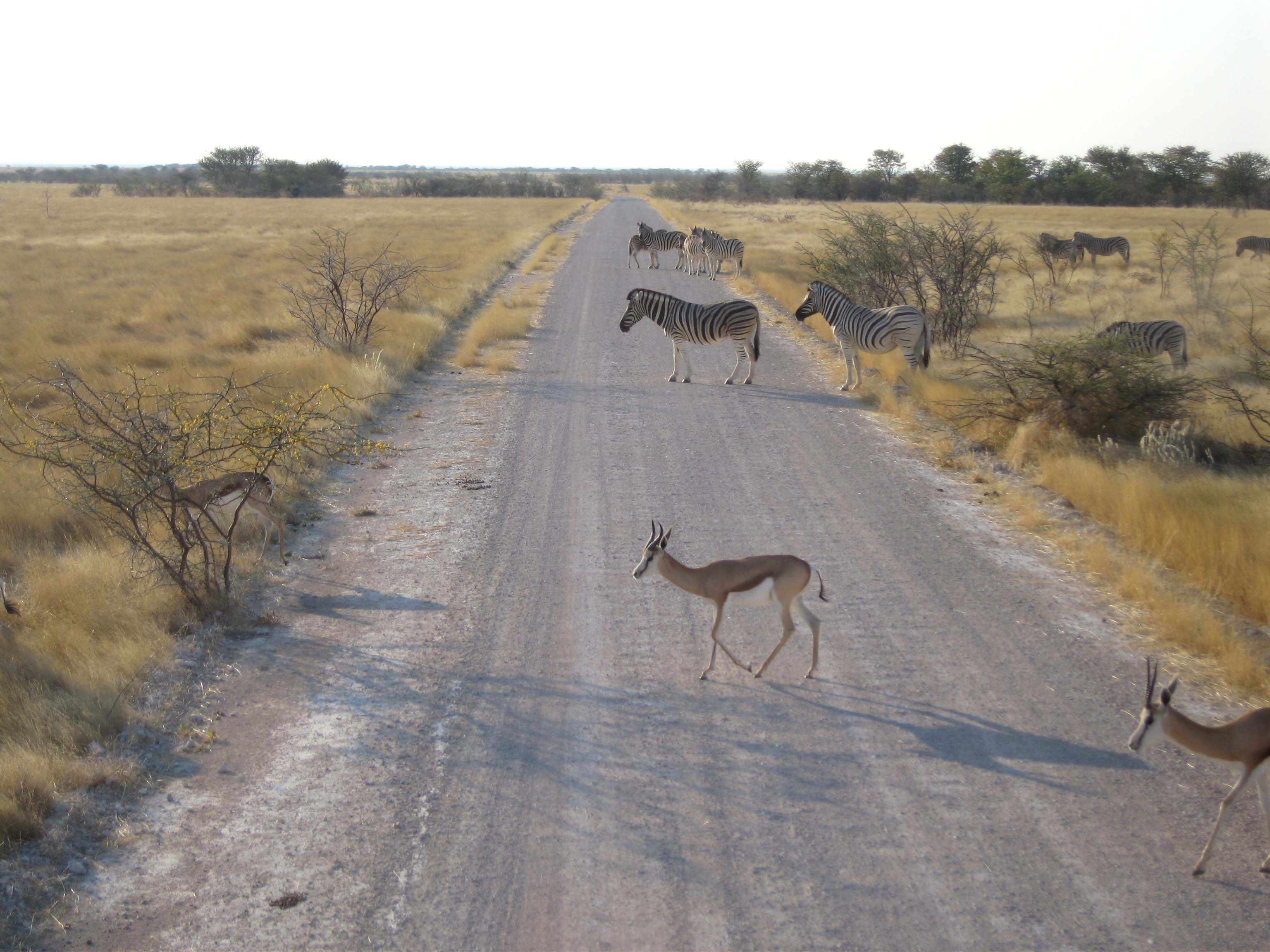
Debido a la costumbre, gacelas y cebras no se inmutan ante el paso de vehículos en las cercanías de Halali.

Etosha puede visitarse entrando por dos puertas diferentes: la de Anderson, al sur del parque, y la de Lindequist, al este. Ambas están unidas por una carretera que une los tres campamentos donde es posible pernoctar en el parque: Okakuejo, Halali y Namutoni. En cada uno, hay una charca para observar a los animales y un aeródromo cercano para casos de emergencia. Además de estos tres lugares clásicos, es recomendable visitar el resto de charcas, mencionadas más abajo, el Bosque embrujado (Haunted Forest), de árboles moringa, cerca de Okakuejo, y la carretera Bloubokdraai, donde se pueden observar dik-diks de Damara, uno de los antílopes más pequeños del mundo. Al norte de Halali, se encuentra el mirador de Etosha, donde la pista penetra en la depresión y uno se siente rodeado de la inmensidad blanca. También es muy interesante la depresión de Fischer, cerca de Namutoni, para ver aves, gacelas saltarinas y ñus. 

### Okakuejo

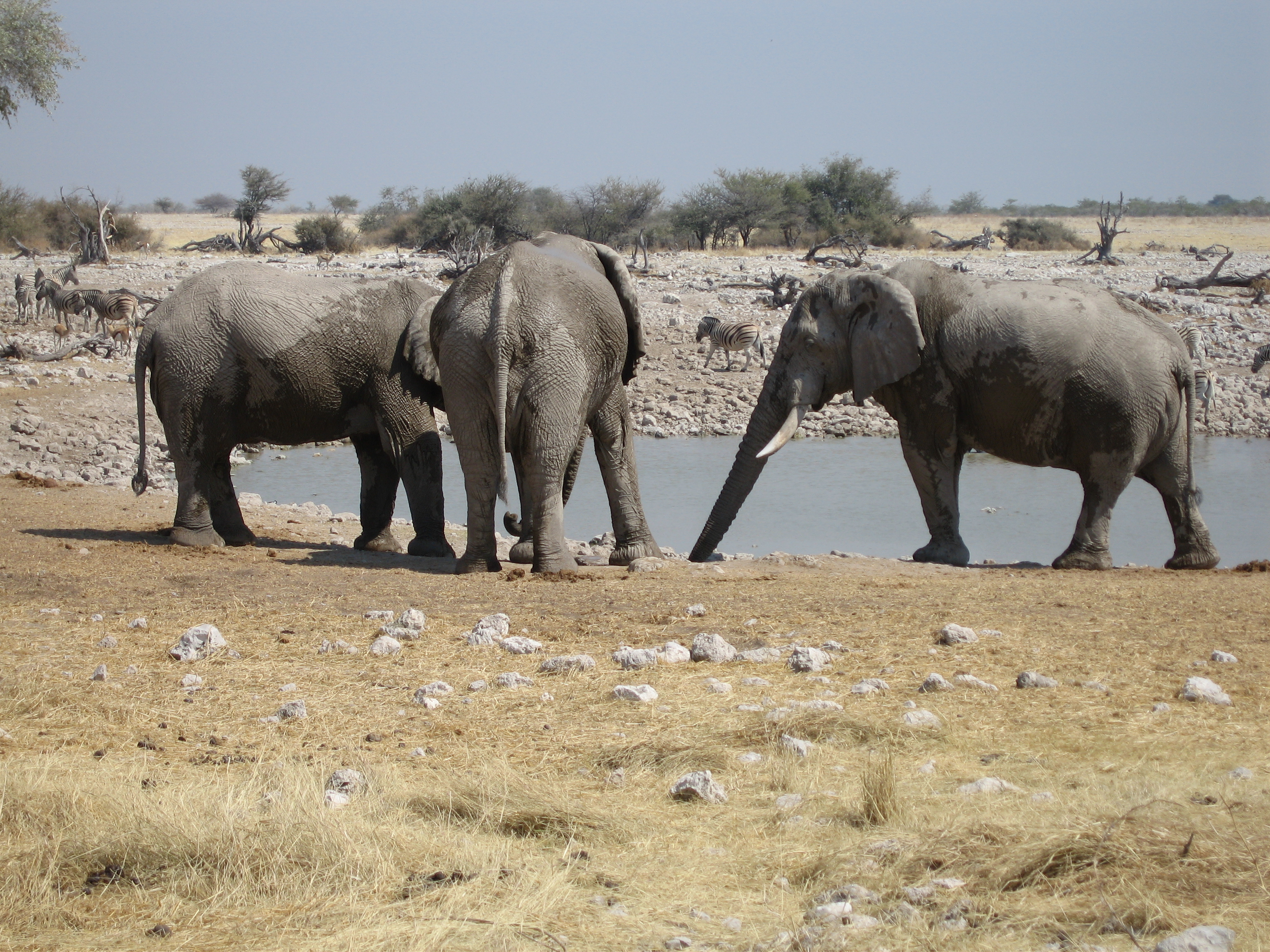
Elefantes en la charca de Okakuejo en Etosha a la hora del baño.

Si se entra por Anderson, a una veintena de kilómetros por carretera asfaltada se encuentra el campamento de Okakuejo, el mejor preparado de los tres que hay en el parque, al sudoeste de la depresión de Etosha. Fue fundado en 1957 y acoge el Etosha Ecological Institute. Su nombre significa “lugar de las mujeres”. En este lugar hay una charca con un mirador perfectamente acondicionado, incluso con una tribuna cubierta para los días de sol. También hay chalets de lujo para viajeros acomodados y una torre de agua. En cualquiera de los tres campamentos hay una charca que permite ver gran cantidad de animales durante la época seca. Elefantes, cebras, gacelas, antílopes y facóqueros e incluso jirafas se dejan ver con facilidad durante el día, y por la noche acuden los rinocerontes, las hienas, los chacales y hasta es posible ver un leopardo o un león.

### Halali

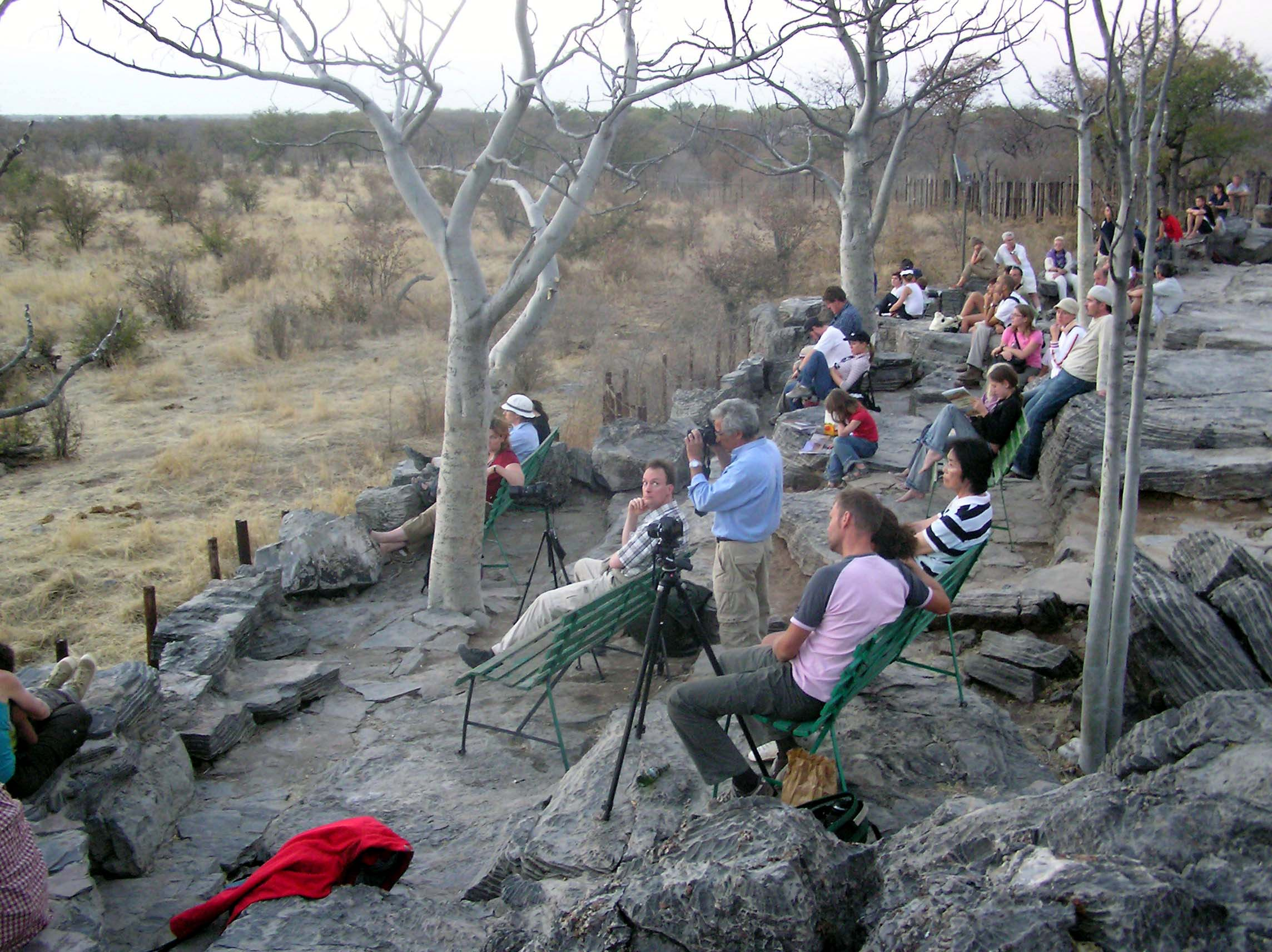
La charca de Halali posee un mirador idóneo ligeramente elevado y apartado de la zona de acampada.

Desde Okakuejo la carretera se convierte en pista de tierra que se dirige hacia el este, bordea primero la depresión de Etosha y luego se separa hacia el sur. A unos 70 km se encuentra el campamento de Halali, el más tradicional y quizás el más agradable debido a su charca, situada bajo una colina dolomítica que conserva el calor durante la noche y que se encuentra algo apartada de la zona de acampada. Como los otros campamentos, posee piscina, gasolinera y tiendas. Dicen los expertos que es el mejor lugar para ver animales raros, como ciertos tipos de aves o el leopardo. Halali fue abierto en 1967 y su nombre viene del cuerno de caza alemán que marca el inicio de la temporada.

### Namutoni
La pista sigue bordeando la depresión a cierta distancia, separado de ésta por praderas herbáceas donde es fácil observar elefantes, cebras, gacelas y antílopes. Hay que recorrer otros 70 km para llegar a Namutoni, en el extremo oriental de la depresión, a solo 12 km de la puerta de Von Lindequist. En el entorno abundan las palmeras Makalani y está cerca de la zona más húmeda del parque, donde los árboles y las malezas ocultan con más facilidad a los animales. Namutoni se caracteriza sobre todo por la presencia de una pequeña fortaleza colonial pintada de blanco que tiene una historia curiosa, pues fue construido como puesto fronterizo en 1902 y destruido por los owambo en 1904, que en número de quinientos asediaron durante un día y una noche a los siete soldados alemanes que lo defendían. El fuerte fue reconstruido, después del alzamiento de los herero, como puesto policial, y abandonado hasta los años 30. Fue declarado Monumento Nacional en 1950 y en 1983 se convirtió en resort.

## Las charcas
Deben visitarse en la época seca para ver a los animales, pues en época de lluvias éstos se dispersan por todo el parque. Son pequeñas hondonadas de veinte a cien de metros de diámetro rodeadas de una zona despejada o con una vegetación rala a causa del paso de los animales. Hay cinco tipos de charcas en Etosha: 
- Pequeñas hondonadas que pueden ser naturales, llamadas pans en inglés, y las artificiales, hechas por el hombre durante la construcción de las carreteras para extraer el material de relleno; estas solo recogen el agua durante las lluvias y suelen estar secas en junio. Son tan numerosas que no hay un registro fiable de ellas.

- Surgencias de agua que proceden de acuíferos y que emergen en lugares donde hay fracturas rocosas. Dependen mucho de las lluvias que llenan los acuíferos y los años secos tienden a desaparecer. Destacan Kakupuhedi, Ondongab y Wolfsnes.

- Depresiones lo bastante profundas como para entrar en contacto con el acuífero principal, que de todas maneras varía de año en año dependiendo de las lluvias; en este caso, tanto animales como humanos ayudan a excavarlas más profundas, como puede verse en Ombika.

- Manantiales artesianos en los que el agua se encuentra a presión bajo capas impermeables y se produce una fisura en éstas por las que asciende a la superficie. Es el caso de Koinagas y Namutoni.

- Por último, se encuentran las charcas artificiales, que se excavan en los lugares más favorables hidrológicamente y para redistribuir a los animales por el parque. Se mantienen con bombas colocadas estratégicamente que funcionan mediante energía solar o eólica. Es el caso de Olifantsbad.

Una lista de las charcas que pueden visitarse en Etosha sería la siguiente: 
- En la zona de Okakuejo: Adamax, Aus (durante la época de las lluvias hay tantos impalas que cuesta pasar por la carretera), Gaseb, Gemsbokvlakte, Grünewald, Homob, Kakupuhedi, Leeubron, Natco, Nebrownii (curiosa porque los elefantes se bañan con el polvo calcáreo del suelo y parecen blancos), Okakuejo (es la charca del campamento, en la que han visto cosas extraordinarias, como un rinoceronte negro devorado por leones a pocos metros de la valla y nubes de mariposas nocturnas devoradas por varanos cuando empiezan las lluvias), Okondeka, Olifantsbad (famosa por los elefantes), Ombika, Ondongab, Ozonjuitji m’Bari, Sprokieswoud y Wolfsnes (la mejor para ver hienas).

- En la zona de Halali: Charitsaub, Goas, Helio, Moringa (es la charca del campamento y la mejor para ver leopardos a altas horas de la madrugada o rinocerontes al anochecer), Noniams, Nuamses, Rietfontein, Salvadora (es la que tiene el agua de más calidad: ahí es fácil ver avestruces, leones y guepardos) y Sueda.

- En la zona de Namutoni: Andoni (la mejor para ver pájaros), Aroe, Batia, Chudop (la mejor por los elands y las jirafas), Groot Okevi, Kalkheuwel, Klein Namutoni, Klein Okevi, Koinagas, Namutoni, Ngobib, Okerfontein, Pan de Fischer, Springbokfontein, Stinkwater, Tsumcor y Twee Palms.